# Cahokia
Di tích Lịch sử tiểu bang Các gò đất Cahokia /kəˈhoʊkiə/ (11 MS 2) là một di chỉ khảo cổ về một thành phố của người Bản địa châu Mỹ. Nó nằm ở phía Nam của bang Illinois, giữa Đông St. Louis và Collinsville, phía Đông bắc của thành phố St.Louis. Khu vực bảo tồn rộng 2.200 mẫu Anh (890 ha), có chứa khoảng 80 gò đất, nhưng thành phố cổ thực sự lớn hơn nhiều. Trong thời kỳ hoàng kim của nó, Cahokia có diện tích khoảng 6 dặm vuông và bao gồm khoảng 120 gò đất nhân tạo với nhiều kích cỡ, hình dạng, và các chức năng khác nhau.
Cahokia là đô thị định cư lớn nhất và có ảnh hưởng nhất trong nền văn hóa Mississippi có xã hội phát triển tiên tiến trên phần lớn khu vực bây giờ là Đông Nam Hoa Kỳ, bắt đầu từ hơn 500 năm trước khi người châu Âu xuất hiện, vào khoảng thế kỷ 11 - 12. Cahokia tại thời kỳ đỉnh điểm vào những năm 1200 là một trong số những thành phố có dân lớn nhất trên thế giới, không có thành phố bản địa nào ở Hoa Kỳ bắt kịp cho đến cuối thế kỷ 18. Ngày nay, Cahokia được coi là khu vực khảo cổ lớn nhất và phức tạp nhất trong thời kỳ tiền Colombo phía Bắc Mexico.
Các gò đất Cahokia là một Danh lam Lịch sử Quốc gia và được chỉ định là khu vực bảo vệ của quốc gia. Ngoài ra, nó cũng là Di sản thế giới của UNESCO tại Hoa Kỳ. Đó là những gò đất xây dựng thời tiền sử lớn nhất ở Bắc Mỹ. Đây là khu vực khảo cổ mở cửa cho công chúng tham quan và được quản lý bởi Cơ quan Bảo tồn Di tích Lịch sử Illinois, và được hỗ trợ bởi Hiệp hội Bảo tàng Cahokia.

## Lịch sử
Mặc dù có một số bằng chứng trong giai đoạn cổ xưa muộn (khoảng 1200 TCN) về công cụ nghề nghiệp xung quanh, tuy nhiên Cahokia như hiện nay được xác định là khu định cư trong khoảng năm 600 trong Giai đoạn cuối Woodland. Xây dựng gò tại địa điểm này bắt đầu trong khoảng thời gian thuộc văn hóa Mississippi, khoảng thế kỷ thứ 9. Những cư dân không để lại chữ viết gì ngoài các ký hiệu trên đồ gốm, đồng, gỗ và đá, nhưng các gò và bãi chôn cất cho thấy một xã hội phức tạp và tinh vi của Cahokia. Người ta vẫn chưa rõ tên ban đầu của thành phố.
Các Gò đất sau đó đã được đặt theo tên của bộ tộc Cahokia, một bộ lạc lịch sử Illiniwek sống trong khu vực, trước khi các nhà thám hiểm người Pháp là những đầu tiên tới đây vào thế kỷ 17. Vì đây là thế kỷ sau khi Cahokia đã bị bỏ rơi. Nhiều nhóm dân tộc rất có thể đã định cư tại Cahokia. Mặc dù tranh luận rộng rãi, một số nhà khảo cổ kết nối Cahokia với những bộ tộc nói tiếng Dhegihan Siouan. Đó là người Osage, Kaw, Omaha, Ponca và Quapaw. Nhiều bộ lạc người thổ dân châu Mỹ khác di cư qua nhiều thế kỷ và những người sống ở đó tại thời điểm người châu Âu tới đây thường không phải là con cháu của các dân tộc đã từng sống trước đó.